# Puerta de los Mártires
La Puerta de los Mártires también escrito Puerta Sahid o Puerta Shahid es un monumento en Katmandú, Nepal. Para 2012, había cinco estatuas en la puerta. Cuatro hombres, a saber Dharma Bhakta Mathema, Gangalal Shrestha, Dashrath Chand y Shukraraj Shastri, que son considerados mártires, ya que estaban en contra del antiguo régimen Rana que duró 104 años, tienen sus estatuas por encima de sus brazos aquí. Por encima de todo estaba una estatua del exrey Tribhuvan, que en 2007 cooperó con la gente para conseguir la democracia en el país. 
En 2012 en una reunión del gabinete de Nepal se decidió trasladar la estatua de Tribhuvan de la puerta hasta el Museo del palacio de Narayanhity y dejar las estatuas de los mártires solamente.